# Finanzministerium der Republik Litauen

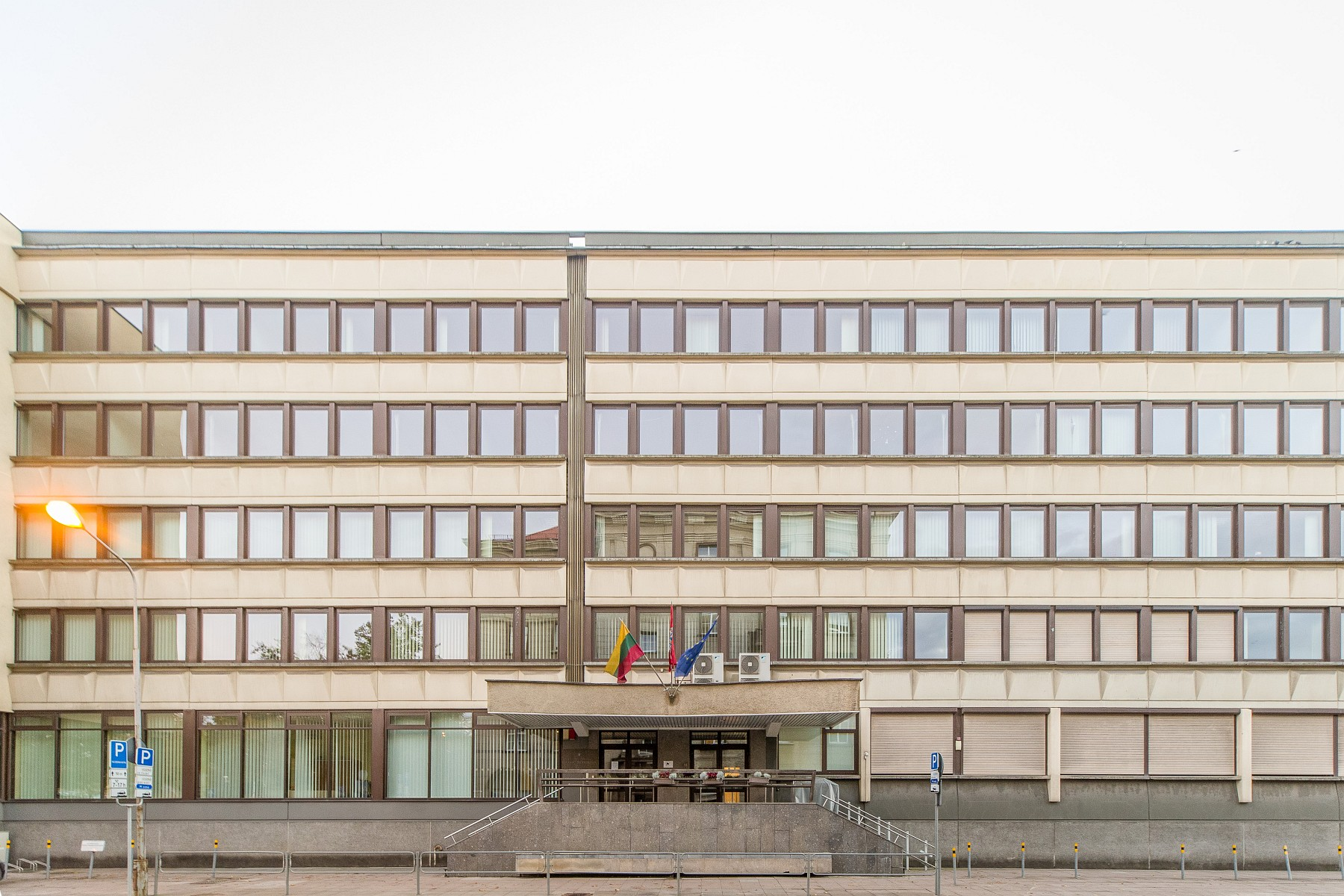
Finanzministerium der Republik Litauen

Das Finanzministerium der Republik Litauen (litauisch Lietuvos Respublikos finansų ministerija) ist eines von 14 Ministerien der Regierung Litauens. Es hat seinen Sitz in der Hauptstadt Vilnius.

## Untergeordnete Organisation
- Staatliche Steuerinspektion am Finanzministerium der Republik Litauen
- FNTT
- Muitinės departamentas prie Lietuvos Respublikos finansų ministerijos

## Minister
| Nr. | Minister                  | Lebensdaten | Amtszeit               |
| --- | ------------------------- | ----------- | ---------------------- |
| 1   | Romualdas Sikorskis       | 1926–1997   | 1990–1991              |
| 2   | Elvyra Janina Kunevičienė | * 1939      | 1991–1992              |
| 3   | Audrius Misevičius        | * 1959      | 1992–1992              |
| 4   | Eduardas Vilkelis         | 1953–2023   | 1992–1995              |
| 5   | Reinoldijus Šarkinas      | * 1946      | 1995–1996              |
| 6   | Algimantas Križinauskas   | * 1958      | 1996–1996              |
| 7   | Rolandas Matiliauskas     | * 1967      | 1996–1997              |
| 8   | Algirdas Gediminas Šemeta | * 1962      | 1997–1999              |
| 9   | Vytautas Dudėnas          | * 1937      | 1999–2000              |
| 10  | Jonas Lionginas           | * 1956      | 2000–2001              |
| 11  | Dalia Grybauskaitė        | * 1956      | 2001–2004              |
| 12  | Algirdas Butkevičius      | * 1958      | 2004–2005              |
| 13  | Zigmantas Balčytis        | * 1953      | 2005–2007              |
| 14  | Rimantas Šadžius          | * 1960      | 2007–2008              |
| 15  | Algirdas Gediminas Šemeta | * 1962      | 2008–2009              |
| 16  | Ingrida Šimonytė          | * 1974      | 2009–2012              |
| 17  | Rimantas Šadžius          | * 1960      | 2012–2016              |
| 18  | Rasa Budbergytė           | * 1960      | 2016                   |
| 19  | Vilius Šapoka             | * 1978      | 2016–2020              |
| 20  | Gintarė Skaistė           | * 1981      | seit 11. Dezember 2020 |

## Vizeminister
Bis 2016
Aloyzas Vitkauskas, Edmundas Žilevičius, Algimantas Rimkūnas und Vytautas Galvonas